# Poveri milionari
Poveri milionari és una pel·lícula de comèdia italiana del 1959 dirigida per Dino Risi. És la seqüela de Belle ma povere i la tercer part de la trilogia començada amb Poveri ma belli.

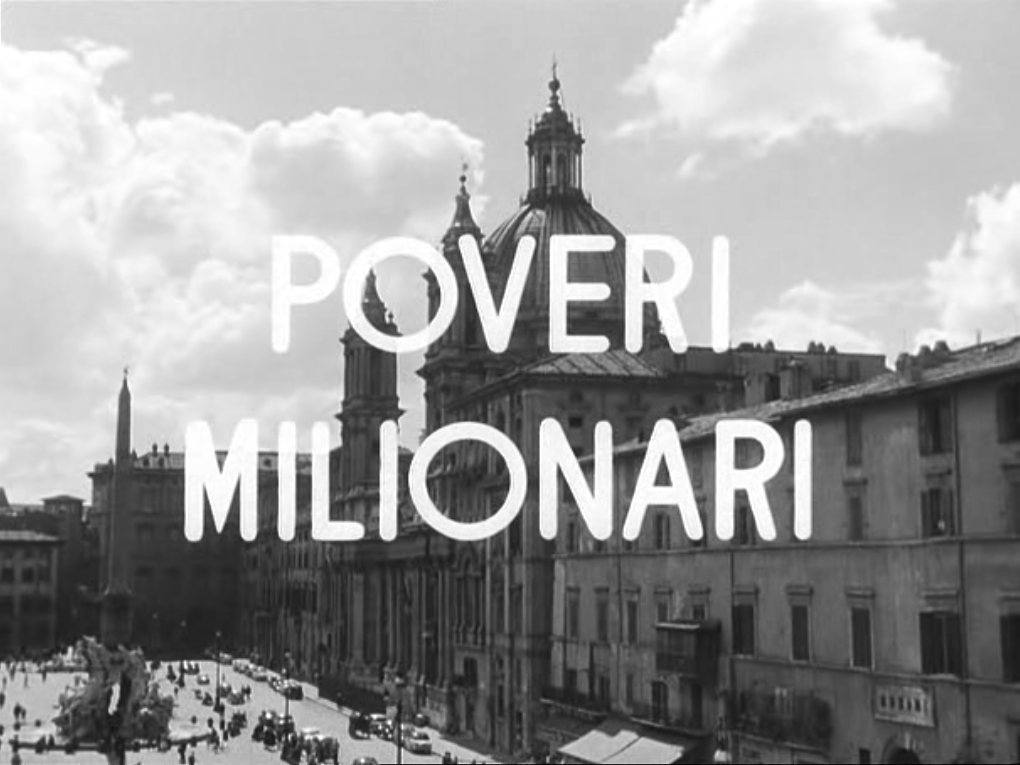
Títols inicials de la pel·lícula

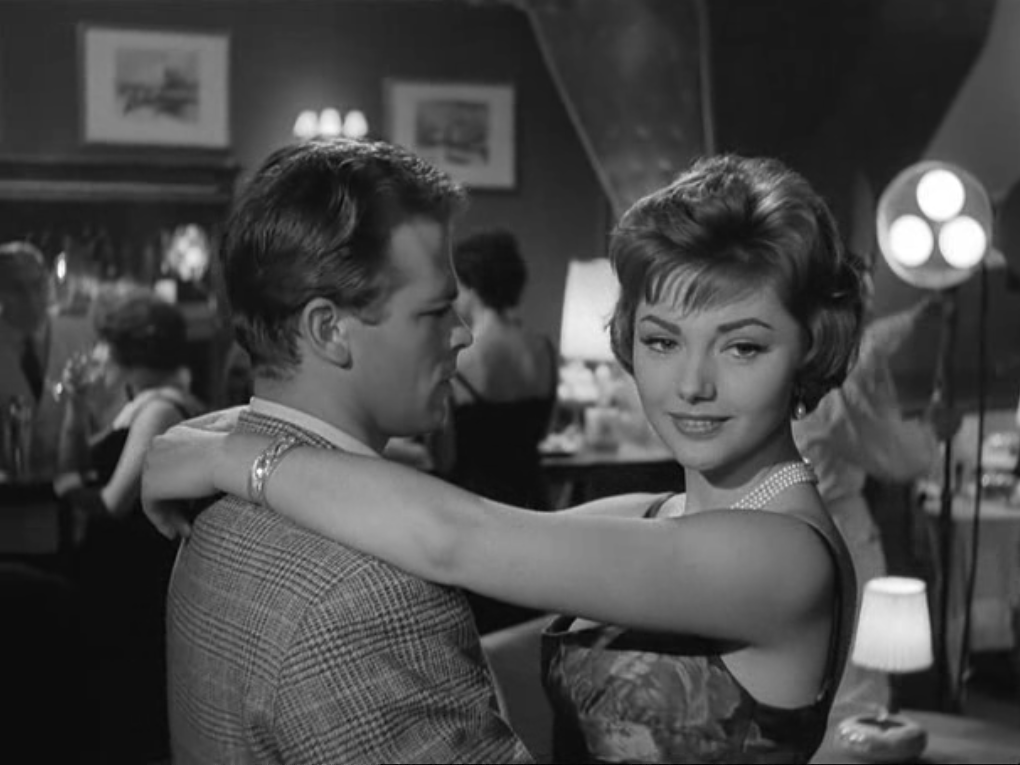
Salvatori i Koscina en una escena del film

## Argument
Romolo, Annamaria, Salvatore i Marisa, finalment casats, estan a punt de marxar de lluna de mel; però la setmana prevista a Florència s'esvaeix i aquella mateixa nit es troben a la nova casa llogada per Romolo, un soterrani dels suburbis romans, on tots quatre pretenen viure per limitar les despeses. Aviat arriba la notícia que Salvatore ha estat acomiadat i dos llits per nens s'entreguen a la casa, que el mateix Salvatore havia ordenat per error en lloc dels per a ell i la Marisa.
Es produeix una discussió entre tots dos i la noia, ja cansada de la inconclusió del seu marit, declara que es vol separar. Salvatore surt de casa per error emportant-se la jaqueta de Romolo, que conté 300.000 lires; Al carrer és colpejat per l'Alice, una jove rica i excèntrica, i a causa del trauma perd la memòria. L'Alice s'enamora del desconegut, el porta amb ella a un club, on malgasta els estalvis de Romolo, després a la seva vila i li ofereix una feina ben remunerada com a director general dels grans magatzems que té. A la feina, Salvatore no reconeix el seu amic, es molesta per la confiança que es pren i li proposa el seu acomiadament; però aleshores, coneixent la Marisa, la troba apta per interpretar l'esposa ideal a l'aparador animat dels grans magatzems, l'última acrobàcia publicitària: una noia de cara agradable s'ha de moure entre els mobles exposats a l'aparador.
En definitiva, la Marisa i el Salvatore descobreixen que estan enamorats, però ella no li pot revelar que és la seva dona, ja que, segons el psiquiatre, és aconsellable que l'amnèsic recuperi la memòria pel seu compte. Fins i tot una invitació a la casa amb la presència dels pares no té èxit, però Salvatore, en marxar, torna a colpejar el cap i recorda qui és. Ell i la Marisa fan les paus, però l'Alicie, decebuda quan veu que els seus sentiments no són correlats, decideix destituir-lo del càrrec de director general. A la notificació s'hi afegeix l'acomiadament de Romolo i l'avís de desnonament de la nova casa per impagament, però també una bona notícia: l'Annamaria i la Marisa estan embarassades. Els quatre amics decideixen abandonar els suburbis i tornar a viure amb els seus pares a Piazza Navona.

## Repartiment
- Maurizio Arena: Romolo
- Renato Salvatori: Salvatore
- Alessandra Panaro: Anna Maria
- Lorella De Luca: Marisa
- Sylva Koscina: Alice
- Memmo Carotenuto: Alvaro
- Gildo Bocci: Sor Nerone
- Roberto Rey: Psiquiatra
- Lina Ferri: Sora Cecilia
- Fred Buscaglione: ell mateix